# Charaxes nisus
Charaxes nisus är en fjärilsart som beskrevs av Pieter Cramer 1778. Charaxes nisus ingår i släktet Charaxes och familjen praktfjärilar. Inga underarter finns listade i Catalogue of Life.